# Mont Herschel
Le mont Hershel est un sommet situé dans la chaîne de l'Amirauté en Antarctique, en Terre Victoria.
Situé au nord-est du mont Peacock et au-dessus du glacier Ironside, il a été découvert en 1841 au cours de l'expédition Erebus et Terror, il a été nommé par James Clark Ross en l'honneur de l'astronome britannique John Herschel.